# Ачі-Бонаккорсі
Ачі-Бонаккорсі (італ. Aci Bonaccorsi, сиц. Jaci Bonaccossi) — муніципалітет в Італії, у регіоні Сицилія,  метрополійне місто Катанія.
Ачі-Бонаккорсі розташоване на відстані близько 530 км на південний схід від Рима, 165 км на схід від Палермо, 11 км на північний схід від Катанії.
Населення — 3494 особи (2014).
Щорічний фестиваль відбувається 3 серпня. Покровитель — святий Степан.

## Демографія
Населення за роками:

Станом на 1 січня 2023 року в муніципалітеті офіційно проживало 58 іноземців з 13 країн, серед них 11 громадян країн Євросоюзу та 1 громадянин України.

## Сусідні муніципалітети
- Ачі-Сант'Антоніо
- Сан-Джованні-ла-Пунта
- Вальверде
- Віагранде